# Chapala
Chapala (hiszp.  Lago de Chapala) – największe słodkowodne jezioro Meksyku, położone w zachodniej części kraju, 45 km na południowy wschód od Guadalajary. 
- powierzchnia: 1 100 km²[1]
- głębokość maksymalna: 10,5 m

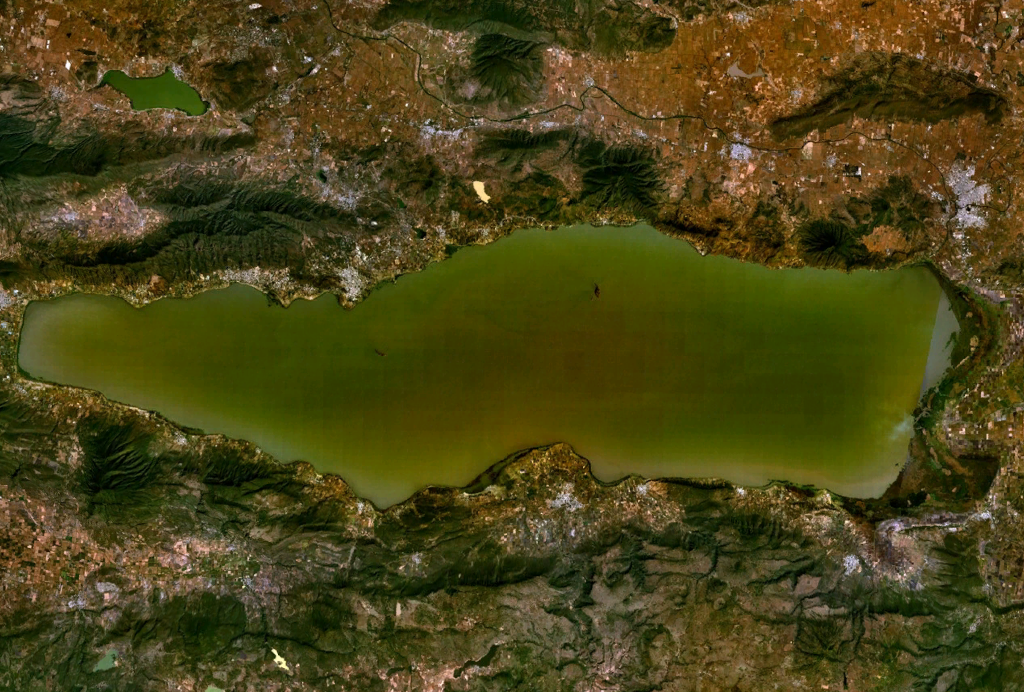
Widok z satelity

- wysokość lustra wody: 1 500 m n.p.m.[1]

Na brzegach jeziora znajdują się liczne ośrodki wypoczynkowe. Ze względu na niewłaściwą gospodarkę wodną i wycinanie okolicznych lasów jezioro jest zagrożone wysychaniem i jego powierzchnia się zmniejsza.